# Somogysárd
Somogysárd là một thị trấn thuộc hạt Somogy, Hungary. Thị trấn này có diện tích 36,36 km², dân số năm 2010 là 1267 người, mật độ 35 người/km².